# 3183 Franzkaiser
3183 Franzkaiser eller 1949 PP är en asteroid i huvudbältet, som upptäcktes 2 augusti 1949 av den tyske astronomen Karl Wilhelm Reinmuth i Heidelberg. Den har fått sitt namn efter den tyske astronomen Franz H. Kaiser.
Asteroiden har en diameter på ungefär 15 kilometer.